# عبد الفتاح يحيى إبراهيم
عبد الفتاح يحيي إبراهيم باشا (و. 1876 - ت. 1951)، هو شخصية سياسية مصرية. كان رئيس وزراء مصر من 1933 - 1934.

## حياته
ولد عبد الفتاح يحيي بالإسكندرية عام 1876، وهو نجل أحمد يحيي من كبار تجار القطن، ومن أنصار حزب الوفد منذ تأسيسه، وعضو مجلس بلدي الإسكندرية، ونائب المدينة في مجلس شوري القوانين، وشقيق أمين يحيي أحد الثلاثة الذين أسسوا لجنة التجارة والصناعة، وأحد كبار المساهمين في أول شركة مصرية لتصدير القطن. تقلد منصب وزير العدل في وزارتي عدلي يكن الأولي في (30 يونيه 1930- 12 يوليه 1930)، ووزارة إسماعيل صدقي الأولي (19 يونيو 1930- 4 يناير 1933)، وانضم إلي حزب الشعب الذي أنشاؤه إسماعيل صدقي عام 1930، وانتخب وكيلاً له، وتولي رئاسة الحزب أثناء رئاسته للوزارة، بعد أن أزاح صدقي عنها، كما شكّل وزارته في (27 سبتمبر 1933- 14 نوفمبر 1934)، واحتفظ فيها إلي جانب الرئاسة بمنصب وزير الخارجية.

## من أهم أعماله
- أول من سن أداء اليمين القانونية للوزراء قبل توليهم أعمالهم أمام الملك،
- أصدر قراراً بتحديد اختصاصات إدارات وزارة الخارجية (5 أبريل 1932)،
- قام بتخفيض إيجار الأطيان الزراعية لعام 1932، بمقدار ثلاثة إعشار قيمتها،
- شجع استخدام اللغة العربية في المحاكم المختلطة،
- كما قام بحل مجلس بلدي الإسكندرية ذو الصبغة الدولية، وكان أعضاؤه من الأجانب.